# Christopher Cousins
Pour les articles homonymes, voir Cousins.
Christopher Cousins est un acteur américain né le 27 septembre 1960 à New York.

## Filmographie

### Cinéma
- 1989 : Raging Fury : Jon-Jon
- 1999 : Pour l'amour du jeu : Ian
- 2001 : Dead Dog : Marquett
- 2004 : Rencontre à Wicker Park : Daniel
- 2006 : The Grudge 2 : Bill
- 2008 : Intraçable : David Williams
- 2009 : Hangman : Phillip
- 2009 : Blondes pour la vie : Richard Woods
- 2012 : The Diary of Preston Plummer : Walter Cather
- 2014 : Le Pari (Draft Day) : Max Stone

### Télévision
- 1986 : Another World : Greg Houston (3 épisodes)
- 1990 : As the World Turns : Colin Crowley (1 épisode)
- 1991-2008 : On ne vit qu'une fois : Cain Rogan (41 épisodes)
- 1994 : New York Undercover : Colin (1 épisode)
- 1994-1997 : New York, police judiciaire : Robert Dorning et Todd Locke (2 épisodes)
- 1998 : Orage sur la tour de contrôle : Evan Lansing
- 2000 : JAG : Chef Sturtevant (1 épisode)
- 2000 : Opposite Sex : M. Will Perry (4 épisodes)
- 2001 : Associées pour la loi : Jesse Gibson (1 épisode)
- 2001 : Stargate SG-1 : Ambassadeur Joseph Faxon (2 épisodes)
- 2001 : Invisible Man : Jack Carelli (1 épisode)
- 2001 : Earth vs. the Spider : Officier Williams
- 2001 : Preuve à l'appui : Père Lynch (1 épisode)
- 2002 : Boston Public : Mark Tanner (1 épisode)
- 2002 : The Practice : Bobby Donnell et Associés : Ralph At (1 épisode)
- 2003 : Miracles : Charles Jergensen (1 épisode)
- 2003 : Newport Beach : Greg Fischer (1 épisode)
- 2003 : À la Maison-Blanche : Theo (1 épisode)
- 2003-2005 : Mes plus belles années : Ted Pryor (4 épisodes)
- 2004 : Urgences : Kyle Kolber (saison 10 épisode 12)
- 2004 : Le Monde de Joan : Tom Murphy (2 épisodes)
- 2004 : FBI : Portés disparus : Ted Fortman (1 épisode)
- 2005 : Les Experts : Miami : Cyrus Templeton (1 épisode)
- 2005 : Close to Home : Juste Cause : Robert Flynn (1 épisode)
- 2005 : Les Experts : Manhattan : Oscar Bowers (1 épisode)
- 2005 : Cold Case : Affaires classées : Ned Burton en 2005 (1 épisode)
- 2006 : Dernier Recours : Richard Kenyon (1 épisode)
- 2006 : Las Vegas : le responsable de la commission du jeu (1 épisode)
- 2006 : Dr House : Doug ( saison 2 épisode 12)
- 2006 : Shark : Richard Metcalfe (1 épisode)
- 2006 : Vanished : Juge Wallace Rainer (8 épisodes)
- 2007 : The Shield : Benjamin Webb (1 épisode)
- 2007 : Monk : Lieutenant Hendrix (1 épisode)
- 2007 : Vol 732 : Terreur en plein ciel : Vince Gilford
- 2007 : Supernatural : Dr Garrison (1 épisode)
- 2007 : Cane : Agent Clark (1 épisode)
- 2008 : Moonlight : Kent Morrow (1 épisode)
- 2008 : Les Reines de Manhattan : Charles Reilly (6 épisodes)
- 2009 : NCIS : Enquêtes spéciales : M. Jones (1 épisode)
- 2009 : Chuck : Bill Bergey (1 épisode)
- 2009 : Hawthorne : Infirmière en chef : Aaron Breyer (1 épisode)
- 2009 : Esprits criminels : Dr Barton (1 épisode)
- 2009-2012 : Breaking Bad : Ted Beneke (13 épisodes)
- 2010 : Miami Medical : Truman (1 épisode)
- 2010 : US Marshals : Protection de témoins : Vince Anderson (1 épisode)
- 2010 : Nikita : Henry Sampson (1 épisode)
- 2010 : Terriers : Robert Lindus (3 épisodes)
- 2010 : Chase : Craig Wilson (1 épisode)
- 2010 : Los Angeles, police judiciaire : l'avocat de Nelson (1 épisode)
- 2011 : Southland : Peter Wellington (1 épisode)
- 2011 : The Defenders : Rick Neville (1 épisode)
- 2011 : William & Kate : Romance royale : Mike Middleton
- 2011 : Body of Proof : Dr David Cryer (1 épisode)
- 2012 : Hawaii 5-0 : Rick Summers (1 épisode)
- 2012 : Ringer : Tobias Schecht (1 épisode)
- 2012 : Awake : John Ferriss (1 épisode)
- 2012 : Drop Dead Diva : Dr Bradley Alton (1 épisode)
- 2012 : Vegas : Randall (1 épisode)
- 2012 : Private Practice : Eli Wilson (1 épisode)
- 2012 : Rizzoli and Isles : Sam Nelson (1 épisode)
- 2013 : Ben and Kate : Dave (1 épisode)
- 2013 : Mentalist : Jason Lennon (2 épisodes)
- 2013 : Chicago Fire : Steven Goody (2 épisodes)
- 2013 : Longmire : Calvin Cowley (1 épisode)
- 2013 : Castle : Nolan Burns (1 épisode)
- 2013 : Les Experts : Ken Wallace (1 épisode)
- 2013 : Glee : Super-intendant Harris (3 épisodes)
- 2013 : Major Crimes : Dr Charles Mason (1 épisode)
- 2013-2014 : Twisted : Major John Rollins (3 épisodes)
- 2013-2014 : Revolution : Victor Doyle (7 épisodes)
- 2014 : Matador (série TV) : Llewyn Smith (8 épisodes)
- 2013-2014 : Vampire Diaries : Joshua Parker
- 2016 : Bosch : Martin Weiss (4 épisodes)
- 2017 : L'Exorciste : Peter Morrow